# Margarita Bietowa
Margarita Mielikowna Bietowa, z domu Gasparian (ur. 1 września 1994 w Moskwie) – rosyjska tenisistka, reprezentantka kraju w Pucharze Federacji.

## Kariera tenisowa
Zdobyła srebrny medal podczas Letniej Uniwersjady 2013 w rozgrywkach drużynowych, startując wraz z Anastasiją Pawluczenkową, Jeleną Wiesniną oraz Jekatieriną Jaszyną.
W zawodach cyklu WTA Tour Rosjanka wygrała dwa turnieje w grze pojedynczej z trzech rozegranych finałów. W grze podwójnej osiągnęła sześć finałów, ostatecznie zwyciężając w czterech z nich. Osiągnęła też finał debla w jednym turnieju cyklu WTA 125K series.
W karierze wygrała dziewięć singlowych i osiem deblowych turniejów rangi ITF. Najwyżej w rankingu WTA była sklasyfikowana na 41. miejscu w singlu (15 lutego 2016) oraz na 25. miejscu w deblu (6 czerwca 2016). W 2013 roku wystąpiła w finale Pucharu Federacji, w którym zagrała w deblu z Iriną Chromaczową.

## Historia występów wielkoszlemowych
Legenda
     W, wygrany turniej
     F, przegrana w finale
     SF, przegrana w półfinale
     QF, przegrana w ćwierćfinale
     xR, przegrana w x rundzie
     Qx, przegrana w x rundzie kwalifikacji
     A, brak startu
     NH, turniej nie odbył się

### Występy w grze pojedynczej
| Australian Open        | A   | A   | A   | A   | A  | 4R  | A | A   | 2R | 1R  | 1R  | A | A  | 0 / 4  | 4 – 4  |  |  |  |  |  |  |  |  |  |  |  |
| French Open            | A   | A   | A   | A   | 1R | 1R  | A | A   | 1R | 1R  | 1R  | A | A  | 0 / 5  | 0 – 5  |  |  |  |  |  |  |  |  |  |  |  |
| Wimbledon              | A   | A   | A   | A   | 1R | 1R  | A | A   | 2R | NH  | A   | A | 1R | 0 / 4  | 1 – 4  |  |  |  |  |  |  |  |  |  |  |  |
| US Open                | A   | A   | A   | Q1  | Q2 | A   | A | 1R  | 2R | 2R  | A   | A | 1R | 0 / 4  | 2 – 4  |  |  |  |  |  |  |  |  |  |  |  |
|                        |     |     |     |     |    |     |   |     |    |     |     |   |    |        |        |  |  |  |  |  |  |  |  |  |  |  |
| Ranking na koniec roku | 648 | 231 | 318 | 217 | 62 | 115 | – | 105 | 87 | 125 | 164 | – |    | 0 / 17 | 7 – 17 |  |  |  |  |  |  |  |  |  |  |  |

### Występy w grze podwójnej
| Australian Open        | A   | A   | A   | A  | A  | 2R | A | A   | 2R | A   | A    | A | A | 0 / 2 | 2 – 2 |  |  |  |  |  |  |  |  |  |  |  |  |
| French Open            | A   | A   | A   | A  | A  | SF | A | A   | A  | A   | A    | A | A | 0 / 1 | 4 – 1 |  |  |  |  |  |  |  |  |  |  |  |  |
| Wimbledon              | A   | A   | A   | A  | 2R | 1R | A | A   | 1R | NH  | A    | A | A | 0 / 3 | 1 – 3 |  |  |  |  |  |  |  |  |  |  |  |  |
| US Open                | A   | A   | A   | A  | 2R | A  | A | 2R  | 1R | A   | A    | A | A | 0 / 3 | 2 – 3 |  |  |  |  |  |  |  |  |  |  |  |  |
|                        |     |     |     |    |    |    |   |     |    |     |      |   |   |       |       |  |  |  |  |  |  |  |  |  |  |  |  |
| Ranking na koniec roku | 747 | 280 | 243 | 99 | 75 | 41 | – | 218 | 95 | 255 | 1604 | – |   | 0 / 9 | 9 – 9 |  |  |  |  |  |  |  |  |  |  |  |  |

### Występy w grze mieszanej
Margarita Bietowa nigdy nie startowała w rozgrywkach gry mieszanej podczas turniejów wielkoszlemowych.

## Finały turniejów WTA
| Legenda                     | Legenda |
| --------------------------- | ------- |
| Wielki Szlem                |         |
| Igrzyska olimpijskie        |         |
| WTA Tour Championships      |         |
| 2009 – 2020                 |         |
| WTA Premier Mandatory       |         |
| WTA Premier 5               |         |
| WTA Premier                 |         |
| WTA International Series    |         |
| WTA 125K series (2012–2020) |         |
| od 2021                     |         |
| WTA 1000 (obowiązkowe)      |         |
| WTA 1000 (nieobowiązkowe)   |         |
| WTA 500                     |         |
| WTA 250                     |         |
| WTA 125                     |         |

### Gra pojedyncza 3 (2–1)
| Końcowy wynik | Nr | Data             | Turniej    | Nawierzchnia  | Przeciwniczka       | Wynik finału   |
| ------------- | -- | ---------------- | ---------- | ------------- | ------------------- | -------------- |
| Zwyciężczyni  | 1. | 2 sierpnia 2015  | Baku       | Twarda        | Patricia Maria Țig  | 6:3, 5:7, 6:0  |
| Zwyciężczyni  | 2. | 29 września 2018 | Taszkent   | Twarda        | Anastasija Potapowa | 6:2, 6:1       |
| Finalistka    | 1. | 21 marca 2021    | Petersburg | Twarda (hala) | Darja Kasatkina     | 3:6, 1:2 krecz |

### Gra podwójna 6 (4–2)
| Końcowy wynik | Nr | Data                | Turniej    | Nawierzchnia  | Partnerka            | Przeciwniczki                            | Wynik finału   |
| ------------- | -- | ------------------- | ---------- | ------------- | -------------------- | ---------------------------------------- | -------------- |
| Finalistka    | 1. | 13 września 2014    | Taszkent   | Twarda        | Aleksandra Panowa    | Aleksandra Krunić Kateřina Siniaková     | 2:6, 1:6       |
| Zwyciężczyni  | 1. | 2 sierpnia 2015     | Baku       | Twarda        | Aleksandra Panowa    | Witalija Djaczenko Olha Sawczuk          | 6:3, 7:5       |
| Zwyciężczyni  | 2. | 3 października 2015 | Taszkent   | Twarda        | Aleksandra Panowa    | Wiera Duszewina Kateřina Siniaková       | 6:1, 3:6, 10–3 |
| Zwyciężczyni  | 3. | 29 kwietnia 2016    | Praga      | Ceglana       | Andrea Hlaváčková    | Paula Kania María Irigoyen               | 6:4, 6:2       |
| Zwyciężczyni  | 4. | 3 lutego 2019       | Petersburg | Twarda (hala) | Jekatierina Makarowa | Anna Kalinska Viktória Kužmová           | 7:5, 7:5       |
| Finalistka    | 2. | 23 sierpnia 2019    | Nowy Jork  | Twarda        | Monica Niculescu     | Darija Jurak María José Martínez Sánchez | 5:7, 6:2, 7–10 |

## Finały turniejów WTA 125K series

### Gra podwójna 1 (0–1)
| Końcowy wynik | Nr | Data              | Turniej | Nawierzchnia  | Partnerka           | Przeciwniczki                    | Wynik finału   |
| ------------- | -- | ----------------- | ------- | ------------- | ------------------- | -------------------------------- | -------------- |
| Finalistka    | 1. | 15 listopada 2015 | Limoges | Twarda (hala) | Oksana Kalasznikowa | Barbora Krejčíková Mandy Minella | 6:1, 5:7, 6–10 |

## Wygrane turnieje rangi ITF
| turnieje z pulą nagród 100 000 $ |
| turnieje z pulą nagród 75 000 $  |
| turnieje z pulą nagród 50 000 $  |
| turnieje z pulą nagród 25 000 $  |
| turnieje z pulą nagród 15 000 $  |
| turnieje z pulą nagród 10 000 $  |

### Gra pojedyncza
|    | Data       | Turniej             | Naw.          | Przeciwniczka        | Wynik            |
| 1. | 25/03/2012 | Moskwa              | Dywanowa      | Ludmyła Kiczenok     | 6:0, krecz       |
| 2. | 05/05/2012 | Moskwa              | Twarda (hala) | Çağla Büyükakçay     | 6:3, 4:6, 6:1    |
| 3. | 19/05/2012 | Moskwa              | Ceglana       | Darja Gawriłowa      | 4:6, 6:4, 7:6(2) |
| 4. | 21/09/2012 | Joszkar-Oła         | Twarda (hala) | Nadija Kiczenok      | 7:5, 7:6(3)      |
| 5. | 11/11/2013 | Mińsk               | Twarda (hala) | Anastasija Wasyljewa | 6:4, 6:4         |
| 6. | 02/11/2014 | Szarm el-Szejk      | Twarda        | Elica Kostowa        | 6:3, 6:0         |
| 7. | 01/02/2015 | Andrézieux-Bouthéon | Twarda        | Elica Kostowa        | 6:4, 6:4         |
| 8. | 21/02/2015 | Moskwa              | Twarda (hala) | Karine Sarkisowa     | 6:0, 6:4         |
| 9. | 04/04/2015 | Croissy-Beaubourg   | Twarda (hala) | Mathilde Johansson   | 6:3, 6:4         |

### Gra podwójna
|    | Data       | Turniej           | Naw.            | Partnerka          | Przeciwniczki                           | Wynik             |
| 1. | 28/01/2012 | Kras              | Dywanowa (hala) | Anna Smolina       | Aleksandra Artamonowa Marina Mielnikowa | 6:7(2), 6:2, 10–8 |
| 2. | 19/03/2012 | Moskwa            | Dywanowa (hala) | Anna Arina Marenko | Walentina Iwachnienko Kateryna Kozłowa  | 3:6, 7:6(4), 10–6 |
| 3. | 17/09/2012 | Joszkar-Oła       | Twarda (hala)   | Weronika Kapszaj   | Iryna Buriaczok Walerija Sołowjowa      | 6:4, 2:6, 11–9    |
| 4. | 18/02/2013 | Moskwa            | Twarda (hala)   | Polina Monowa      | Maryna Zanewśka Walerija Sołowjowa      | 6:4, 2:6, 10–5    |
| 5. | 03/06/2013 | Karszy            | Twarda          | Palina Piechawa    | Weronika Kapszaj Teodora Mirčić         | 6:2, 6:1          |
| 6. | 24/03/2014 | Croissy-Beaubourg | Twarda (hala)   | Ludmyła Kiczenok   | Kristina Barrois Eleni Daniilidu        | 6:2, 6:4          |
| 7. | 21/07/2014 | Astana            | Twarda          | Witalija Djaczenko | Michaela Boev Anna-Lena Friedsam        | 6:4, 6:1          |
| 8. | 10/05/2015 | Trnawa            | Ceglana         | Julija Bejhelzimer | Aleksandra Krunić Petra Martić          | 6:3, 6:2          |